# Halgerda guahan
Halgerda guahan là một loài sên biển mang trần thuộc nhánh Doridacea, là động vật thân mềm chân bụng không vỏ sống ở biển trong họ Dorididae.

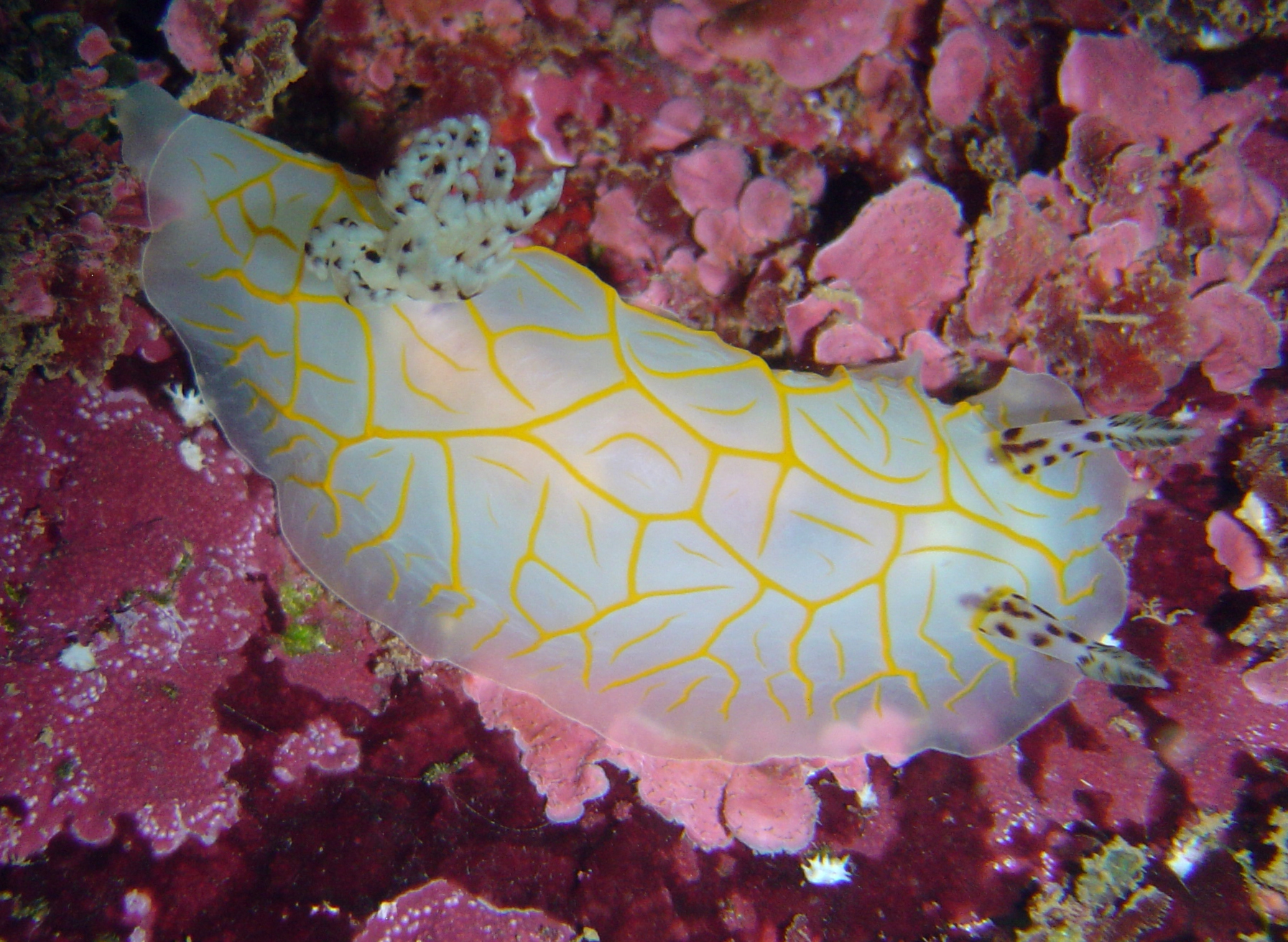
Halgerda guahan

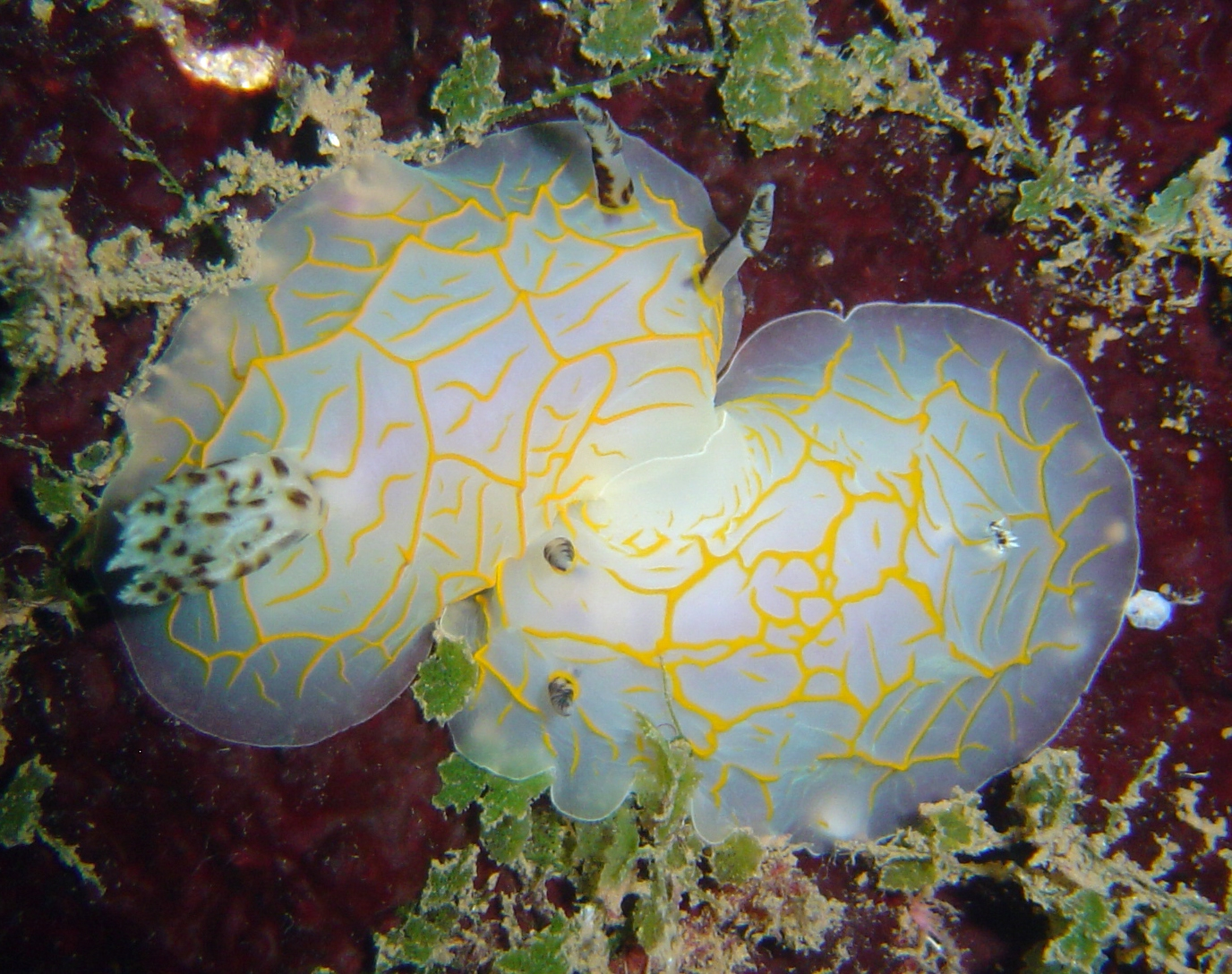
A mating pair của Halgerda guahan

## Hình ảnh

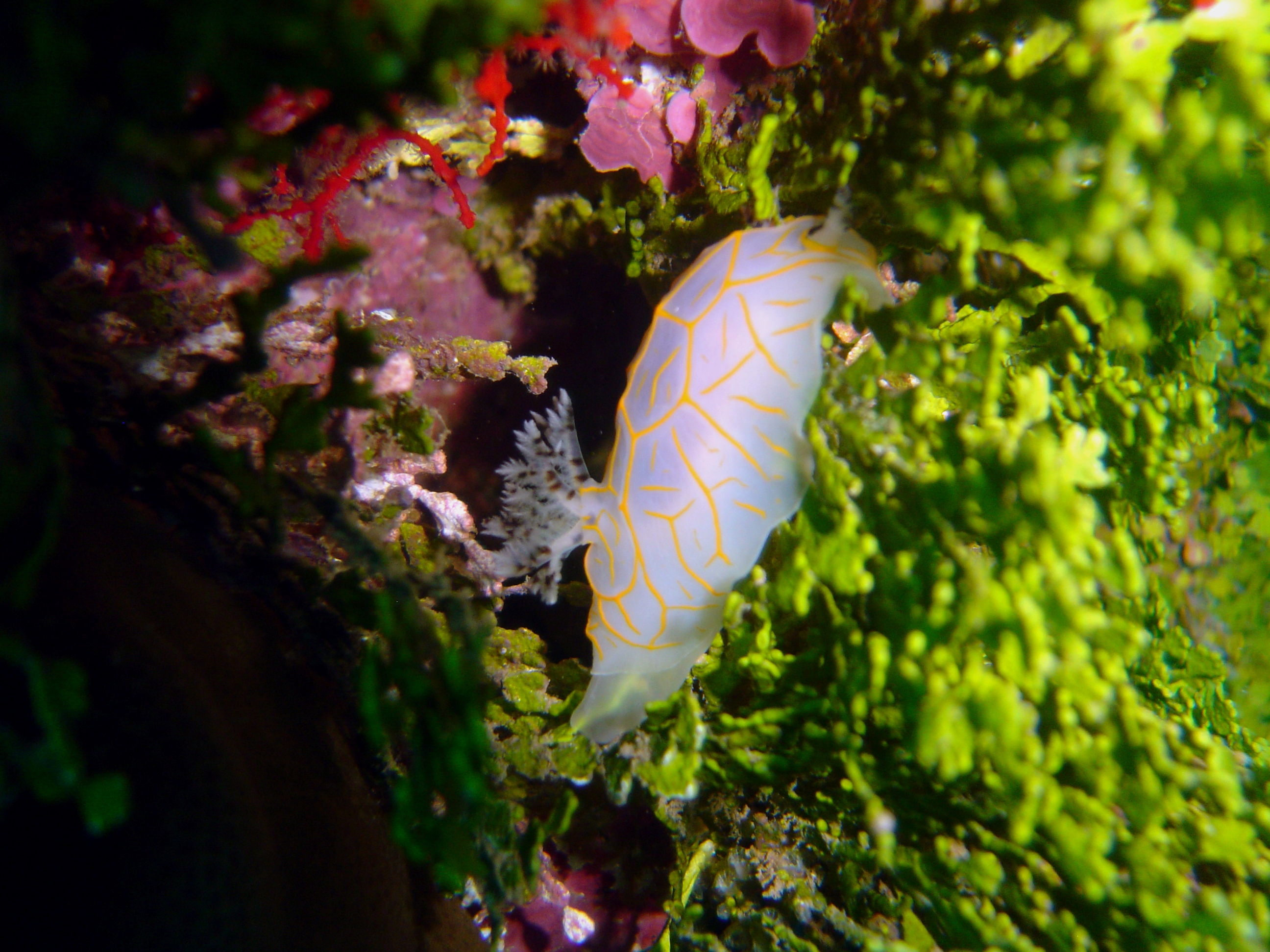
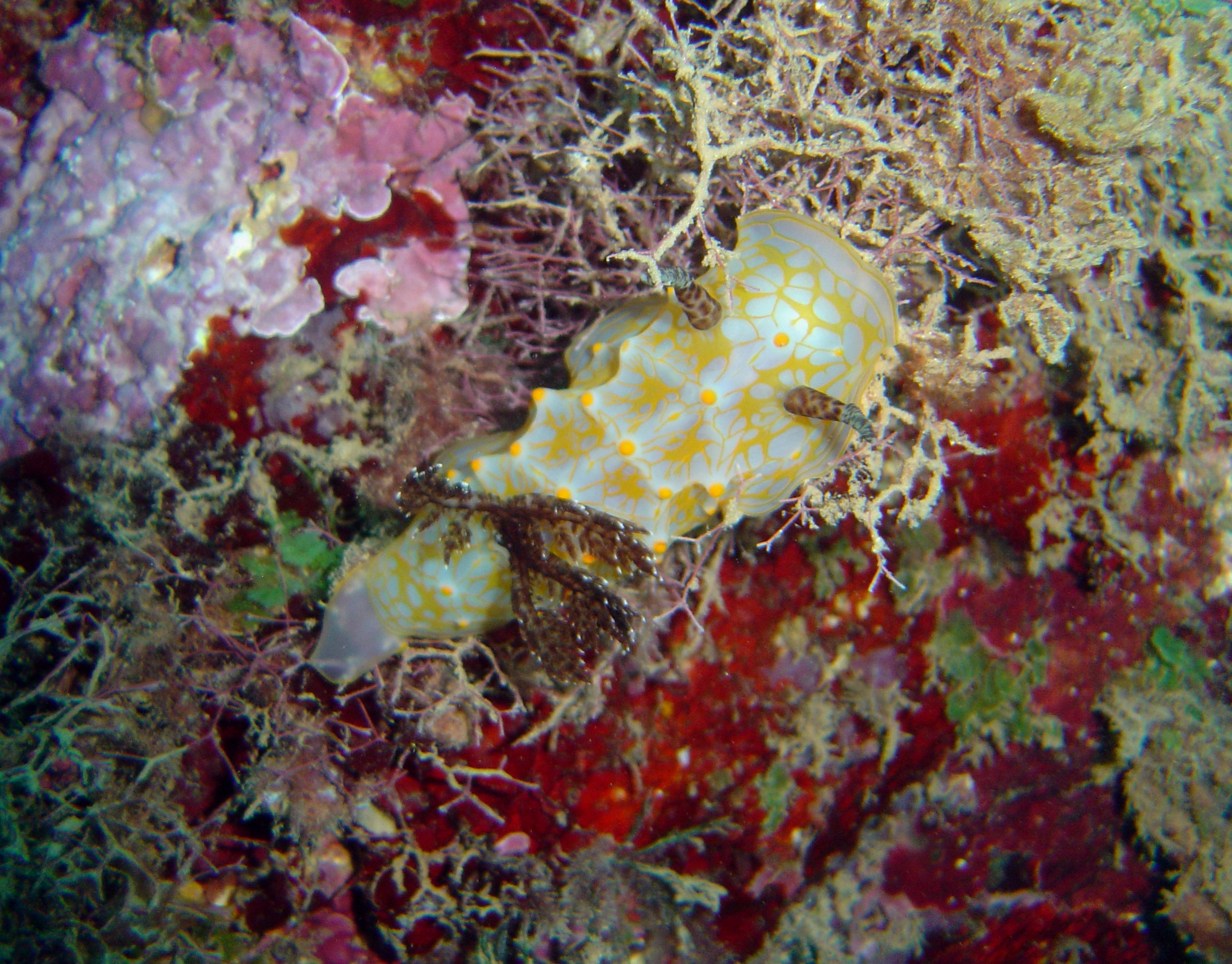
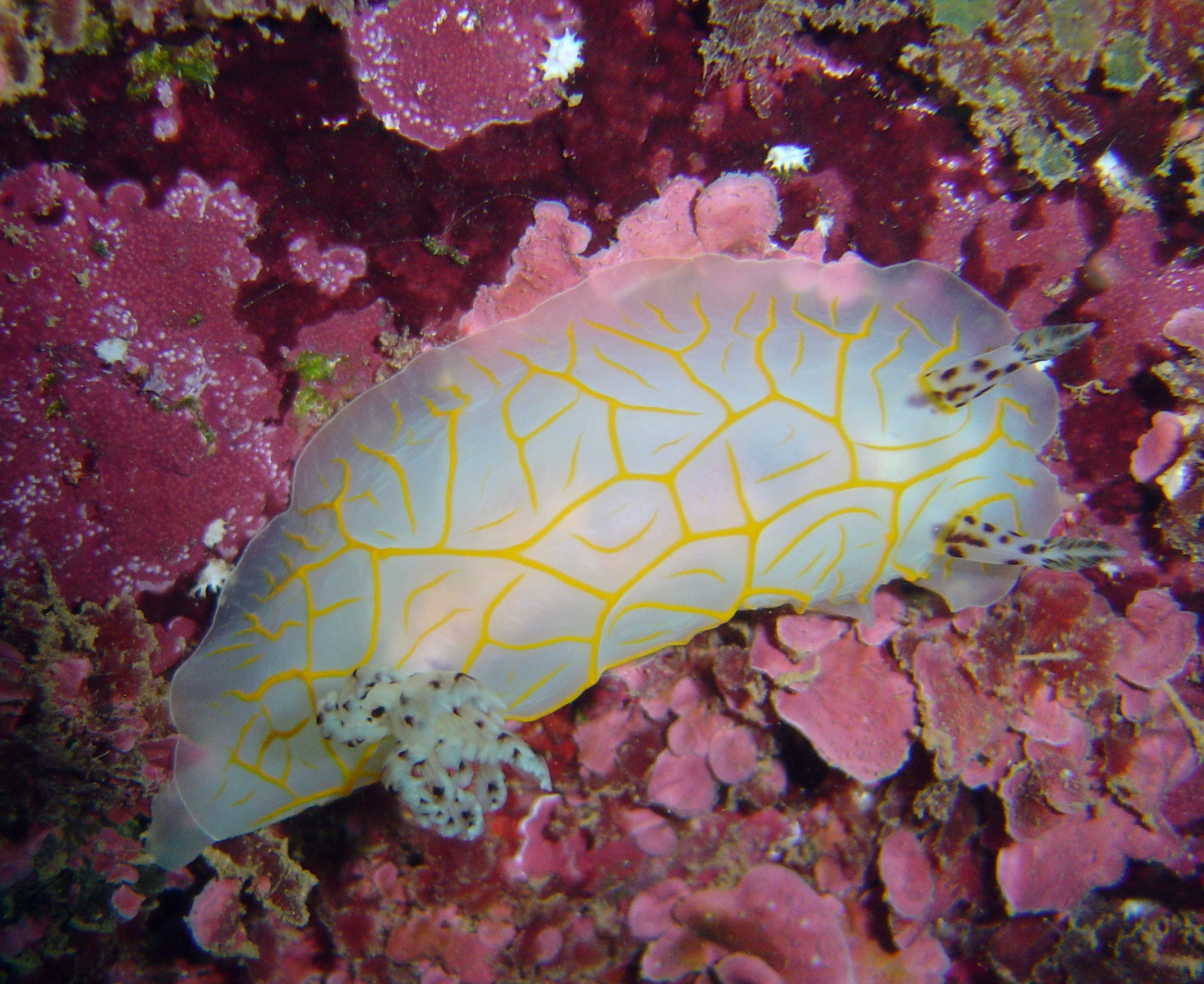